# Bartolomeo degli Erri
Bartolomeo degli Erri (Modène, actif de 1447 à 1482)  un peintre italien gothique de la Renaissance italienne actif à Modène pendant la seconde moitié du XVe siècle.

## Biographie
Bartolomeo degli Erri, son frère aîné Agnolo ainsi que Bartolomeo Bonascia, sont considérés comme étant les plus importants protagonistes de la peinture du Quattrocento à Modène.
Bartolomeo a probablement collaboré au grand triptyque du Couronnement de la Vierge conservé à la Galleria Estense de Modène (1462 et 1466) attribuée majoritairement à son frère.
L'historien d'art Roberto Longhi lui attribue également une série de tableaux des scènes de vie de saints Thomas d'Aquin, Vincent Ferrier et saint Dominique sans dissocier tout à fait de ce travail son frère Agnolo.
Ces tableaux proviennent probablement de trois retables démembrés consacrés aux saints référencés, réalisés dans les années 1466-1474 pour l'église San Domenico de Modène.
Les œuvres sont conservées dans les divers musées mondiaux : Metropolitan Museum of Art, Kunsthistorisches Museum (Vienne), California Palace of the Legion of Honor, Galleria Estense (Modène),

## Œuvres
- Saint Dominique ressuscitant Napoleone Orsini (1467–1474), tempera sur bois transférée sur toile, 35,6 × 44,5 cm, Metropolitan Museum of Art,
- Saint Vincent Ferrer prêchant devant l'église de Sant Eufemia à Vérone, Kunsthistorisches Museum, Vienne.
- La Vision de Fra Paolino (1465), Fine Arts Museums of San Francisco, San Francisco.
- Saint Thomas d'Aquin débattant avec les hérétiques (1465), Fine Arts Museums of San Francisco, San Francisco.
- Saint Thomas d'Aquin à la table du roi Saint Louis,
- Saint Thomas d'Aquin aidé par saint Pierre et saint Paul, Metropolitan Museum of Art.
- Les Saints-évêques Ignace et Augustin, Musée du palais ducal, Mantoue.
- Vierge à l'Enfant trônant, 64 × 49,5 cm, Musée des beaux-arts, Strasbourg,